# Aleksandrów Kujawski Wąskotorowy
Aleksandrów Kujawski Wąskotorowy – zlikwidowana stacja kolejowa w Aleksandrowie Kujawskim, w województwie kujawsko-pomorskim. Zlokalizowana przy ulicy Juliusza Słowackiego
stacja była punktem początkowym linii kolejowej do Dobrego Kujawskiego. Pociągi docierały tam od 1912 do 1970 roku. Stacja została rozebrana w 1985 roku.